# Arnel Pineda
Arnel Campaner Pineda (Tondo, 5 de setembro de 1967) é um cantor e compositor filipino. Ganhou destaque nas Filipinas durante a década de 1980 e internacionalmente em 2007 como o novo vocalista da banda de rock americana Journey.

## Juventude
Arnel Pineda nasceu em 5 de setembro de 1967, na Clínica de Diagnóstico St. Jude Thaddeus em Tondo, Manila, Filipinas, filho de Restituto Lising Pineda e Josefina Manansala Campaner. Sua mãe incutiu seu amor por cantar desde cedo, encorajando-o a cantar junto com seus cantores favoritos  como Karen Carpenter e Barbra Streisand . Enquanto crescia, seus pais o inscreveram em muitos concursos de canto.
Sua mãe, que sofria de doenças cardíacas, morreu quando ele tinha 13 anos. Sua doença deixou a família em dívida. Estando mais de seis meses atrasado no aluguel do apartamento e incapaz de sustentar a família o suficiente, seu pai decidiu se mudar e pedir aos parentes que ficassem com os irmãos de Pineda. Para aliviar o fardo do pai, Pineda largou a escola e começou a trabalhar.
Ele passou cerca de dois anos nas ruas, dormindo onde podia: em parques públicos ou em um banco estreito fora da casa lotada de um amigo. Ele ganhava pouco dinheiro recolhendo garrafas de vidro, jornais e sucata e vendendo-os a recicladores. Ele também iria para o cais com seus amigos e assumiria trabalhos estranhos, como limpar sucata e navios atracados. Ele não tinha muito o que comer, às vezes racionando um pequeno pacote de biscoito Marie como comida por dois dias.

## Carreira
Em 1982, quando Pineda tinha 15 anos, tornou-se o vocalista do grupo filipino Ijos. Ele costumava cantar em uma pizzaria Shakey's na Taft Street em Manila. Em 1986, alguns membros do Ijos formaram um grupo chamado Amo. Amo entrou e ganhou o concurso Rock Wars nas Filipinas.
Em 1988, Amo entrou e venceu a etapa das Filipinas da Yamaha World Band Explosion. Eles foram para a final em Hong Kong, mas não se classificaram para vencer devido a um detalhe técnico. As regras estabelecem que a música vencedora deve ser uma composição original. No entanto, eles também afirmaram que a música inscrita na final deve ser a mesma com a qual a banda ganhou a etapa de seu país na competição. Canção vencedora do Amo, nas Filipinas, foi Bohemian Rhapsody, do Queen. Após o concurso, a banda continuou como Amo, tocando ao vivo. Eles abriram para Robert Palmer em Manila em 1989. Amo tocou em clubes de Quezon City, Olongapo City e Makati, que ficam em Luzon, a maior ilha das Filipinas. Amo era muito popular no clube California Jam de propriedade chinesa em Olongapo City, que era frequentado por militares dos Estados Unidos.
Em 1990, Pineda e outros membros do Amo formaram outra banda chamada Intensity Five e mais uma vez entraram na Yamaha World Band Explosion. Pineda ganhou o prêmio de Melhor Vocalista e a banda ficou em primeiro lugar.
Mais tarde, em 1990, cinco dos membros originais de Amo se separaram do líder da banda, Ulysis Ablang, e formaram outra banda atrás de Pineda, New Age. Isso ocorreu antes do lançamento do único álbum de Amo lançado em 1990, intitulado Ang Tunay na Amo ("The Real Master ") pela BMG Records, que gerou um sucesso de rádio popular chamado "Running Away". A canção ganhou reconhecimento em 2006 por outro artista filipino, Erik Santos, que ganhou um show de talentos da TV filipina, Star in a Million. Os membros restantes do Amo tornaram-se The Boss Band, enquanto a banda de Pineda, New Age, tocava regularmente no Fire and Rain em Makati.
Em 1991, durante uma dessas apresentações, um agente de talentos avistou Pineda e New Age e pediu-lhes que se mudassem para Hong Kong para se apresentar em um restaurante de entretenimento muito popular chamado Grammy's. Com o New Age, Pineda se apresentou seis noites por semana, de terça a domingo, por vários anos depois disso. Depois que um relacionamento sério de longo prazo fracassou em 1994, Pineda sofreu problemas de saúde que quase destruíram sua voz. Ele então voltou para as Filipinas. Após seis meses de recuperação, ele voltou a cantar. Ele voltou para Hong Kong e voltou a cantar com sua banda. Em 1998, o dono do Igor's, um restaurante / boate de terror em Hong Kong, convidou o New Age para se apresentar lá. Vestidos com roupas de esqueleto, eles se chamavam The Rolling Bones.
Em 1999, Pineda chamou a atenção da gravadora Warner Bros. e voou de volta para as Filipinas em seus dias de folga para gravar um álbum solo, o autointitulado Arnel Pineda . A maioria das dez canções originais do álbum eram baladas lentas, com apenas dois números otimistas, um dos quais traz um estilo latino. Uma das canções, "Iiyak Ka Rin" (" You Will Cry Too ") se tornou a favorita do karaokê na Ásia, enquanto outra canção "Sayang" (" Too Bad ") se tornou uma das favoritas do rádio. Pineda escreveu e arranjou várias canções. Ele continuou a se apresentar com o New Age enquanto fazia seu álbum e por vários anos depois disso. Em 2001, Pineda cantou uma música, "Looking Glass", com a banda filipina South Border em seu álbum The Way We Do. No início daquele ano, Pineda formou uma nova banda, eventualmente chamada 9mm, e tocou nos melhores bares da cidade, incluindo o Hard Rock Cafe em Makati. A banda tocou por uma temporada de três meses no The Edge em Lan Kwai Fong, Hong Kong, em 2002.
Em 2004, três membros do New Age se reformaram com uma cantora compartilhando os vocais principais com Pineda e se autodenominaram Most W@nted. Essa banda tocou sets de três a quatro horas de segunda a sábado no The Cavern Club em Hong Kong. Em seu único dia de folga, domingo, a banda costumava se apresentar em eventos da comunidade filipina.
Em 2005, Pineda gravou a música tema do breve programa de rádio filipino Dayo. Uma banda chamada The Visitors foi brevemente formada para fins de promoção da trilha sonora de Dayo, composta por três membros de Ijos/Yjoz, Amo, New Age e Most W@nted.

### The Zoo
Em 2006, encorajado pelo respeitado gerente de talentos filipino e diretor de TV Bert de Leon, Pineda voltou para as Filipinas com Monet Cajipe, o guitarrista que havia participado de todas as bandas anteriores de Pineda. Eles formaram o The Zoo com Emil Bondoc no baixo, Edgar Mendoza nos teclados e Mckoy Alcantara na bateria. Eles assinaram contrato com a empresa de Leon, a Sundance Entertainment Corporation. The Zoo se apresentou várias noites por semana em clubes em Manila e Olongapo durante 2006 e 2007. Shows regularmente duram de três a cinco horas. O primeiro álbum do The Zoo, Zoology, foi lançado pela MCA Universal em setembro de 2007 com 12 faixas originais e uma música cover ("Pain in My Heart" foi originalmente gravada uma década antes pela Second Wind), cinco dos quais foram escritos por Pineda, e outro foi co-escrito por Pineda e Mark Valliente.

### Journey

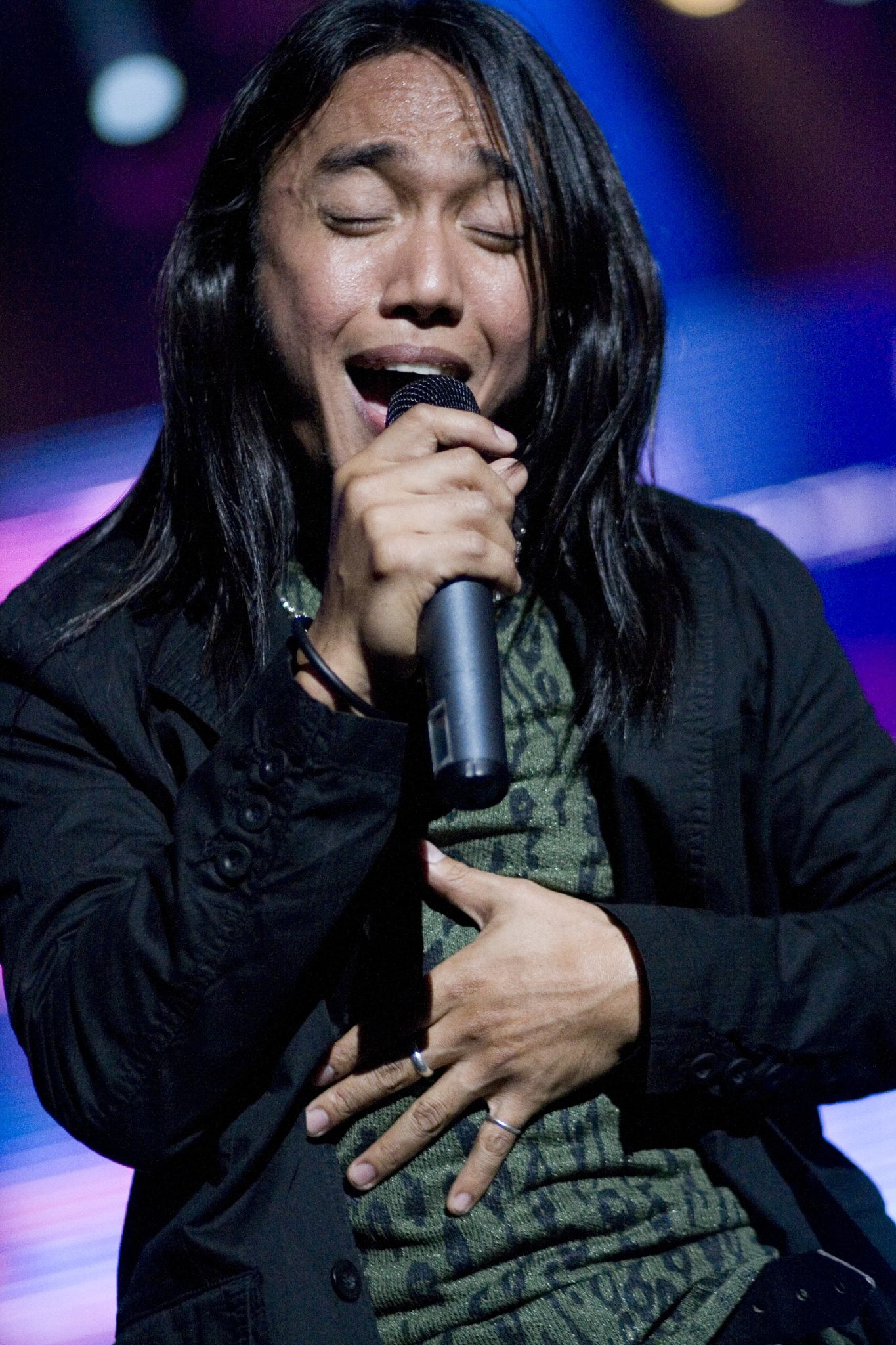
Pineda no PNC Bank Arts Center, Nova Jérsei, em 11 de agosto de 2008

Vídeos de The Zoo apresentando covers de Journey, Survivor, Aerosmith, Led Zeppelin, Air Supply, The Eagles, Kenny Loggins, Stryper e outros artistas populares das décadas de 1970, 1980 e 1990 começaram a aparecer no YouTube em fevereiro de 2007. Em 28 de junho de 2007, Neal Schon, da Journey, contatou Noel Gomez, um fã de longa data e amigo de Pineda que havia carregado muitos desses vídeos, para pedir as informações de contato de Pineda. Schon mandou um e-mail para Pineda convidando-o para um teste para o Journey. Pineda inicialmente considerou o e-mail uma farsa, mas depois de ser persuadido por Gomez, ele finalmente respondeu ao e-mail de Schon. Dez minutos depois, Pineda recebeu um telefonema de Schon. Em 12 de agosto, Pineda, junto com seu empresário Bert de Leon, voou para o condado de Marin, ao norte de San Francisco, para uma semana de testes. O astro Pineda foi recebido calorosamente, mas descreveu a audição como "estressante, tensa". Em 5 de dezembro de 2007, Pineda foi anunciado como o novo vocalista do Journey.
Pineda estreou como vocalista do Journey em 21 de fevereiro de 2008, no Festival Internacional da Canção de Viña del Mar, realizado no Anfiteatro Quinta Vergara em Viña del Mar, Chile.
A mídia chilena elogiou a performance de Pineda (traduzido para o português): "O novo vocalista se encaixa muito bem com a banda, suas aptidões vocais brilham, que são muito semelhantes ao lendário músico da banda, Steve Perry."  O tecladista/guitarrista do Journey, Jonathan Cain, descreveu a performance de Pineda em uma entrevista de rádio: “Fomos ao Chile recentemente, onde nunca tínhamos tocado e eles ficaram loucos, ficaram totalmente loucos… Primeiro show de Arnel - falar sobre uma coisa estressante - tivemos um show televisionado para 25 milhões de pessoas… O cara é um vencedor? Sim, ele é um vencedor. Ele é um jogador de embreagem."
Journey voltou aos Estados Unidos para um evento privado RE/MAX Convention no MGM Grand em Las Vegas, Nevada, em 6 de março de 2008, depois se apresentou no Las Vegas Planet Hollywood em 8 de março de 2008 (este show foi gravado e usado, em parte, para o DVD de Revelation).
Em 1 de fevereiro de 2009, o cantor se apresentou com Journey no show pré-jogo do Super Bowl XLIII.

#### Turnê do álbum Revelation
O primeiro álbum do Journey com Pineda, Revelação, estreou como número 5 no Top 200 da Billboard paradas de álbuns na semana após seu lançamento (lançado 3 de junho de 2008), e permaneceu no Top 20 durante seis semanas. Foi certificado ouro pela RIAA com mais de 336.000 unidades vendidas nos primeiros dias. Alcançou o status de platina em 1º de outubro de 2009.
A versão americana do álbum (distribuída exclusivamente pelo Wal-Mart) consiste em dez novas canções ("Faith in the Heartland" foi co-escrita e originalmente gravada pelo vocalista Steve Augeri e S. Augeri é creditado como compositor nas notas do encarte de este álbum) e 12 clássicos regravados, além de um DVD ao vivo filmado durante o show de 8 de março de 2008 em Las Vegas. A versão europeia distribuída pela Frontiers Records contém 11 novas canções, 11 clássicos regravados, mais uma nova faixa bônus, mas não inclui o DVD. Todas as músicas de Revelation foram produzidas por Kevin Shirley (que já trabalhou com Journey em seu álbum Trial by Fire certificado pela Platina).

Jonathan Cain descreveu o álbum em uma entrevista:
Gravamos nossos maiores sucessos com nosso novo cantor das Filipinas, Arnel Pineda, e é inacreditável quando você ouve isso. Prestamos muita atenção aos detalhes porque todo mundo adora esses sucessos e não íamos atrapalhar… Estamos entusiasmados porque pensamos que Arnel é o futuro de nossa franquia… Nós sabíamos que se íamos seguir em frente, tínhamos que conseguir alguém que fosse realmente nosso futuro e soasse como Journey deveria soar… Eu acho que os fãs de Journey terão um verdadeiro deleite.
Em uma entrevista logo após Pineda se juntar à banda, Neal Schon disse:
Sentimo-nos renascidos. Acho que há muita química entre nós cinco. No início, íamos para o estúdio e apenas escreveríamos 4 músicas, mas agora temos muito material novo e diversificado. O material parece tremendo. Todo mundo está tão feliz com isso. Sentimo-nos muito afortunados por ter encontrado Arnel.
A turnê de 2008 do Journey acompanhando o lançamento de Revelation começou em 8 de junho de 2008, na Espanha, seguido por quatro datas na Alemanha e uma data na Holanda. O Journey fez uma turnê no Reino Unido e na Irlanda de 17 a 28 de junho de 2008. A turnê pelos Estados Unidos (com Heart e Cheap Trick) começou em 9 de julho de 2008, em Denver, Colorado, e continuou até 4 de outubro de 2008, em Albuquerque, Novo México . Muitas datas já estavam esgotadas com bastante antecedência. Pineda comemorou seu 41.º aniversário em 5 de setembro de 2008, durante um show no Anfiteatro Molson em Toronto, Ontário. Em setembro de 2008, Journey realizou concertos com ingressos esgotados consecutivos no Greek Theatre em Los Angeles. Pineda cantou em 57 concertos durante o Journey World Tour de 2008. Jornada recente visita à Costa do Golfo dos Estados Unidos, apresentando-se no Wharf Amphitheatre, Orange Beach, Alabama, e no Pensacola Civic Center, Pensacola, Flórida, foi um tremendo sucesso devido às grandes comunidades filipinas que viviam naquela área. 
Na segunda etapa da turnê, Journey fez uma turnê asiático-havaiana, passando por cidades no Japão, Filipinas, China e Havaí. O show de Manila foi lançado como um DVD de show ao vivo. A receita total dos concertos do Journey em 2008 foi de $ 35.695.481.

## Vida pessoal
Pineda casou-se com Cherry Pineda em 2001. Eles têm um filho chamado Querubim e uma filha, Thea Chenelle Pineda, nascida em 15 de junho de 2012. Pineda também tem dois filhos mais velhos, Matthew e Angelo. Em 2013, Pineda disse a Rappler que divide seu tempo entre as Filipinas e os Estados Unidos.
Pineda conheceu Donald Trump na Casa Branca em 2017 com dois outros membros do Journey, Jonathan Cain e Ross Valory. A mudança foi fortemente criticada pelo guitarrista do grupo Neal Schon. Posteriormente, Pineda explicou que não pertence a nenhum grupo político, nem segue nenhuma religião.

## Filmografia
| Ano  | Título                                   | Função    | Produção              |
| ---- | ---------------------------------------- | --------- | --------------------- |
| 2012 | Don't Stop Believin': Everyman's Journey | Ele mesmo | Tribeca Film Festival |

## Aparições na televisão
- Protégé: The Battle for the Big Break (Mentor de Nomer Limatog – substituição de Rachelle Ann Go) (GMA Network)
- ASAP (Co-apresentador; 2008–presente) (ABS-CBN)
- Simply KC (Convidado) (ABS-CBN)
- Showtime (Jurado Convidado) (ABS-CBN)
- Eat Bulaga! (Convidado) (GMA Network)
- Boy and Kris (Convidado) (ABS-CBN)
- The Ellen DeGeneres Show (Convidado com o Journey)
- CBS Early Show (Convidado com o Journey) (CBS)
- The Oprah Winfrey Show (Convidado com o Journey)
- NBC Today Show (Convidado com o Journey)
- Sarah G. Live (Ele mesmo/Convidado) (ABS-CBN)
- May Bukas Pa (Ele mesmo) (ABS-CBN)
- The Voice of the Philippines (Conselheiro Convidado) (ABS-CBN)
- Prudential of Cha-Ching (Ele mesmo/Convidado) (Cartoon Network Asia)

## Discografia

### Álbuns solo
- Arnel Pineda (1999)
- AP (2016) [33]

### Com The Zoo
- Zoology (2007)

### Com Journey
- Revelation (2008)
- Journey: Live in Manila DVD (2009)
- Eclipse (2011)

### Participações de convidados
- Earl Romielle Salinas - The Way We Do (faixa "Looking Glass") (2001)